# 1274
| 1274               |
| ------------------ |
| Dødsfald - Fødsler |
|                    |

| Gregoriansk kalender | 1274 MCCLXXIV           |
| Ab urbe condita      | 2027                    |
| Armensk kalender     | 723 ԹՎ ՉԻԳ              |
| Kinesiske kalender   | 3970 – 3971 癸酉 – 甲戌 |
| Etiopisk kalender    | 1266 – 1267             |
| Jødisk kalender      | 5034 – 5035             |
| Hindukalendere       |                         |
| - Vikram Samvat      | 1329 – 1330             |
| - Shaka Samvat       | 1196 – 1197             |
| - Kali Yuga          | 4375 – 4376             |
| Iransk kalender      | 652 – 653               |
| Islamisk kalender    | 672 – 673               |

Konge i Danmark: Erik Klipping 1259-1286
Se også 1274 (tal)

## Begivenheder
- Holstebro nævnes første gang som købstad.

## Født
- Erik Menved, dansk konge fra 1286 (død 1319).

## Dødsfald
- Thomas Aquinas, italiensk teolog og filosof (født omkring 1225).
- Jakob Erlandsen, ærkebiskop.